# Maharashtra
Maharashtra (en maratí: महाराष्ट्र [məharaːʂʈrə]ⓘ) es un estado de la República de la India. Su capital es Bombay, principal centro económico de la India. Está ubicado en el centro-oeste del país, limitando al norte con Guyarat y Madhya Pradesh, al este con Chhattisgarh, al sur con Telangana, Karnataka y Goa y al oeste con el mar Arábigo (océano Índico). Con 112.374.333 habitantes en 2011, es el segundo estado más poblado del país y la segunda subdivisión nacional más poblada del mundo —por detrás de Uttar Pradesh— y con 307.713 km², el tercero más extenso, después de Rayastán y Madhya Pradesh.
El estado fue creado el 1 de mayo de 1960 para satisfacer las demandas del grupo lingüístico maratí, que forma el grupo étnico mayoritario en el estado. El antiguo estado de Bombay (que en 1956 había sido agrandado para incluir porciones de  Hyderabad, Madhya Pradesh y Guyarat) fue partido en dos estados: Maharastra y Guyarat.

## Historia
Antes de la independencia de la India en 1947, el territorio del actual estado de Maharashtra fue gobernado, en orden cronológico, por los Asmaka, el Imperio maurya (c. 322-185 a. C.), el reino Vidarbha, el Imperio satavájana (siglo III a. C.-siglo III d. C.), Sátrapas occidentales (35-405), la dinastía Vakataka (c. 250-510), Kadambas (345-540), el Imperio chalukya (543-753), el Imperio Rashtrakuta (753-982), el Imperio chalukya de Occidente (957-1184), la dinastía Seuna yadava (c. 1187-1317), Shilahara, el sultanato bahmaní (1347-1518), los sultanatos del Decán, el Imperio mogol (1526-1674), el Imperio maratha (1674-1818) y el Raj británico (1773-1858). Ruinas, monumentos, tumbas, fuertes y lugares de culto dejados por estos gobernantes se encuentran dispersos por todo el estado. Las cuevas de Ajanta, budistas, en el presente distrito de Aurangabad muestran la influencia de los estilos Satavájana y Vakataka. Las cuevas posiblemente fueron excavadas durante ese período.
Maharashtra fue gobernado por el Imperio maurya en los siglos IV y III a. C. y alrededor de 230 a. C., cayó bajo el dominio de la dinastía Satavájana durante 400 años, siendo el gobernante satavájana más destacado Gautamiputra Satakarni. En 90 a. C., Vedishri, hijo de otro rey satavájana Satakarni, el «señor de Dakshinapatha, portador de la incontrolada rueda de la Soberanía», hizo de Junnar, unos 50 km al norte de Pune, la capital de su reino.
La dinastía de los chalukyas gobernó desde el siglo VI al VIII, siendo sus dos gobernantes principales Pulakeshin II (r. c. 610-c. 642), quien derrotó al emperador indio del norte Harsha, y Vikramaditya II (r. 733-744), quien derrotó a los invasores árabes en el siglo VIII. La dinastía Rashtrakuta gobernó Maharashtra desde el siglo VIII hasta el siglo X. El viajero árabe Sulaiman describió a Amoghavarsha, gobernante rashtrakuta, como «uno de los cuatro grandes reyes del mundo» La dinastía Shilahara comenzó como vasalla de la dinastía Rashtrakuta que gobernaba la meseta del Decán entre los siglos VIII al X. Desde principios del siglo XI hasta el siglo XII, la meseta del Decán, que incluye una parte importante de Maharashtra, estuvo dominada primero por el Imperio de los chalukya occidentales y luego por la dinastía Chola. Libraron varias batallas en la meseta del Decán durante los reinados de Rajaraja I (r. 985-1014), Rajendra I (r. 1014-1044), Jayasimha II (r. 1015-1043), Someshvara I (r. 1042-1068) y Vikramaditya VI (r. 1076-1126).
A principios del siglo XIV, la dinastía Yadava, que gobernaba la mayor parte del actual Maharashtra, fue derrocada por el sultanato de Delhi gobernado por Ala-ud-din Khalji (r. 1296-1316). Más tarde, Muhammad bin Tughluq (r. 1325-1351) conquistó partes del Decán y temporalmente trasladó su capital desde Delhi a Daulatabad, en Maharashtra. Después del colapso de los tughluq en 1347, el sultanato bahmaní de Gulbarga se hizo cargo, gobernando la región durante los siguientes 150 años. Después de la ruptura del sultanato bahmaní en 1518, Maharashtra se dividió entre varios gobernantes que lideraron unas entidades que ahora se conocen como los cinco sultanatos del Decán: Nizam Shah de Ahmednagar, Berar, Bidarshah de Bidar, Adilshah de Bijapur y Qutubshah de Golconda. Estos sultanes a menudo lucharon entre sí, aunque unidos, derrotaron decisivamente al Imperio vijayanagara del sur en 1565. La actual zona de Mumbai fue gobernada por el sultanato de Gujarat antes de su captura por el reino de Portugal en 1535 y la dinastía Faruqi gobernó la región de Khandesh entre 1382 y 1601, antes de que finalmente fuera anexionada por el imperio mogol. Malik Ambar, regente de la dinastía Nizamshahi de Ahmednagar de 1607 a 1626, aumentó la fuerza y el poder de Murtaza Nizam Shah y reclutó un gran ejército. Se dice que Malik Ambar fue un defensor de la guerra de guerrillas en la región del Decán. Malik Ambar asistió al emperador mogol Shah Jahan en Delhi contra su madrastra, Nur Jahan, quien tenía ambiciones de sentar a su yerno en el trono.
A principios del siglo XVII, Shahaji Bhosale, un ambicioso general local que había servido a lo largo de su vida ´tanto a Ahmadnagar Nizamshahi, como a los mogoles y a Adil Shah de Bijapur, intentó establecer su gobierno independiente. Su hijo Shivaji Maharaj  (r. 1674-1680) logró establecer el Imperio maratha, que se expandió durante el siglo XVIII por la familia Bhat de los peshwas, afincada en Bhonsle, Bhonsle de Nagpur, Gaekwad de Baroda, Holkar de Indore, Scindia de Gwalior. En su apogeo, el imperio gobernaba gran parte del subcontinente, un territorio de más de 2 800 000 km². Los marathas son acreditados en gran medida por terminar con el gobierno mogol en India. Los marathas derrotaron a los mogoles y conquistaron grandes territorios en las partes norte y central del subcontinente indio. Después de su derrota a manos de las fuerzas afganas de Ahmad Shah Abdali en la tercera batalla de Panipat en 1761, los marathas sufrieron un revés. Sin embargo, pronto recuperaron la influencia perdida y gobernaron el centro y el norte de la India, incluida Nueva Delhi, hasta finales del siglo XVIII. La tercera guerra anglo-maratha (1817-1818) llevó al final del Imperio maratha y la Compañía de las Indias Orientales pasó a gobernar el país en 1819.
Los marathas también desarrollaron una potente armada alrededor de la década de 1660 que, en su apogeo, dominó las aguas territoriales de la costa occidental de la India, desde Mumbai hasta Savantwadi. Se dedicaría a atacar a los barcos británicos, portugueses, neerlandeses y siddi  y mantuvo bajo control sus ambiciones navales. La Armada maratha dominó hasta alrededor de la década de 1730, ya estaba en un estado de declive en la década de 1770 y dejó de existir en 1818.
Los británicos gobernaron el oeste de Maharashtra como parte de la Presidencia de Bombay, que comprendía un área desde Karachi, en Pakistán, hasta el norte del Decán. Varios estados de los marathas continuaron como estados principescos, conservando la autonomía a cambio de reconocer la suzeranía británica. Entre ellos, el antiguo estado de Hyderabad (1724-1956) era el más extenso y se extendía por muchos de los estados indios modernos. Otros estados agrupados bajo la Agencia de los Estados del Decán fueron Kolhapur, Miraj,  Nagpur, Satara, Sangli, Aundh, Bhor y Sawantwadi. Satara fue anexionada a la Presidencia de Bombay en 1848, y Nagpur fue incorporada en 1853 para convertirse en la provincia de Nagpur, más tarde parte de las Provincias Centrales. La provincia de Berar, que había sido parte del reino de Nizam de Hyderabad, fue ocupada por los británicos en 1853 y anexionada a las Provincias Centrales en 1903.
El período de gobierno británico estuvo marcado por las reformas sociales y por una mejora de las infraestructuras, así como por las revueltas debido a sus políticas discriminatorias. A comienzos del siglo XX, tomó forma la lucha por la independencia, liderada por el nacionalista radical Bal Gangadhar Tilak y otros reformadores sociales moderados nacidos todos en Maharashtra, como el juez Mahadev Govind Ranade, Gopal Krishna Gokhale, Pherozeshah Mehta y Chhatrapati Shahu Maharaj, Dadabhai Naoroji, Dr. B. R. Ambedkar y Jyotirao Phule. Después de la autonomía parcial otorgada a los estados por la Ley del Gobierno de la India de 1935, B. G. Kher se convirtió en el primer ministro principal (1937-1939, 1946-1947) del Partido del Congreso liderando el gobierno trilingüe de la provincia de Bombay. El ultimátum a los británicos durante el movimiento Quit India fue dado en Mumbai, y culminó en la transferencia de poder e independencia en 1947. B. G. Kher fue luego el premier del nuevo estado de Bombay (1947-1952).
Después de la independencia de la India, los estados del Decán, incluido Kolhapur, se integraron en el estado de Bombay, que se creó a partir de la antigua provincia de Bombay en 1947. En 1956, el Acta de Reorganización de los Estados Indios (States Reorganisation Act) reorganizó los estados de la India siguiendo criterios lingüísticos, y la Presidencia de Bombay fue ampliada con la incorporación de las regiones predominantemente de habla marati de Marathwada (División de Aurangabad) desde el estado de Hyderabad y la región de Vidarbha desde las provincias centrales y Berar. La parte sur del estado de Bombay fue cedida a Mysore. De 1954 a 1955, los habitantes de Maharashtra protestaron enérgicamente contra el estado bilingüe de Bombay y se formó Samyukta Maharashtra Samiti. Se inició el Movimiento Mahagujarat, buscando un estado separado de Guyarat. Keshavrao Jedhe, S.M. Joshi, Shripad Amrit Dange, Pralhad Keshav Atre y Gopalrao Khedkar lucharon por conseguir un estado separado de Maharashtra con Mumbai como su capital bajo la bandera del Movimiento Samyukta Maharashtra. El 1 de mayo de 1960, después de unas protestas masivas y de 105 muertes, se formó el estado de habla marati al dividir el anterior estado de Bombay en los nuevos estados de Maharashtra y Guyarat. El estado continúa teniendo una disputa con Karnataka con respecto a las regiones de Belgaum y Karwar.
Desde el s. IV a. C. hasta el año 875, el prácrito maharashtri y sus dialectos fueron las lenguas dominantes de la región. El marati, derivado del prácrito de Maharashtri, ha sido el idioma común desde el siglo IX. Las inscripciones en piedra más antiguas en marati datan de alrededor del año 975 d. C. y pueden verse al pie de la estatua de Bahubali en el templo jainista de Shravanabelgola, en el actual Estado de Karnataka.
- El gran chaitya en las cuevas budistas de Karla, cerca de Lonavala (c. 120 a. C.)
- El rey rashtrakuta Krishna I (r. 756-773) construyó el Templo de Kailāsanātha, notablemente labrado en una sola roca[31], en las cuevas de Ellora, declaradas en 1983 Patrimonio de la Humanidad por la UNESCO
- Las cuevas de Ajanta, unos 30 monumentos budistas excavados en cuevas, construidos bajo los vakatakass.
- Estatua de Shivaji (r. 1674-1680) frente a la Puerta de la India (Bombay),  considerado un héroe nacional y quizás la figura más importante en la historia de Maharashtra[32]

## Geografía

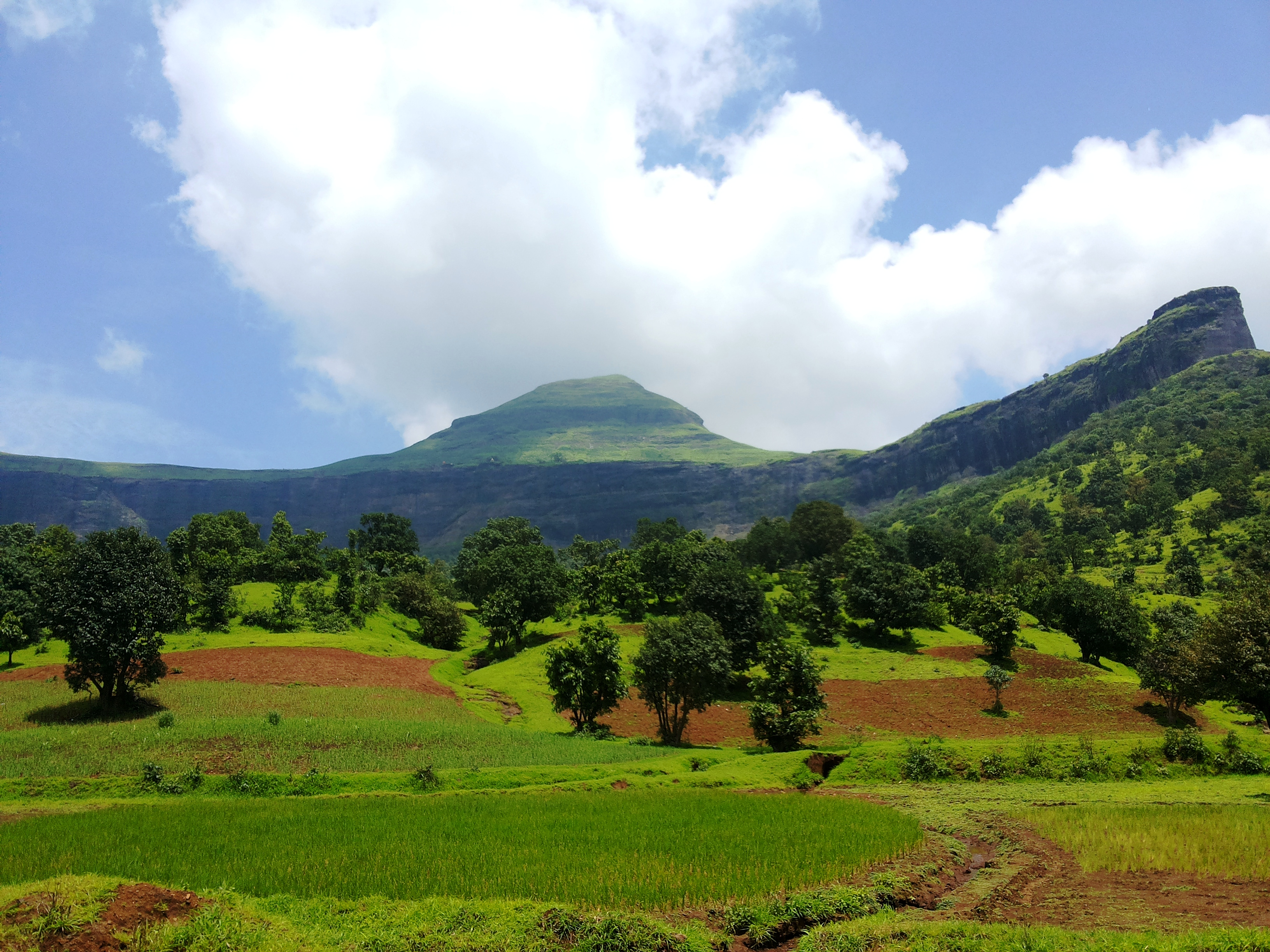
Colinas Bramhagiri en la cordillera Sahyadri (Ghats occidentales)

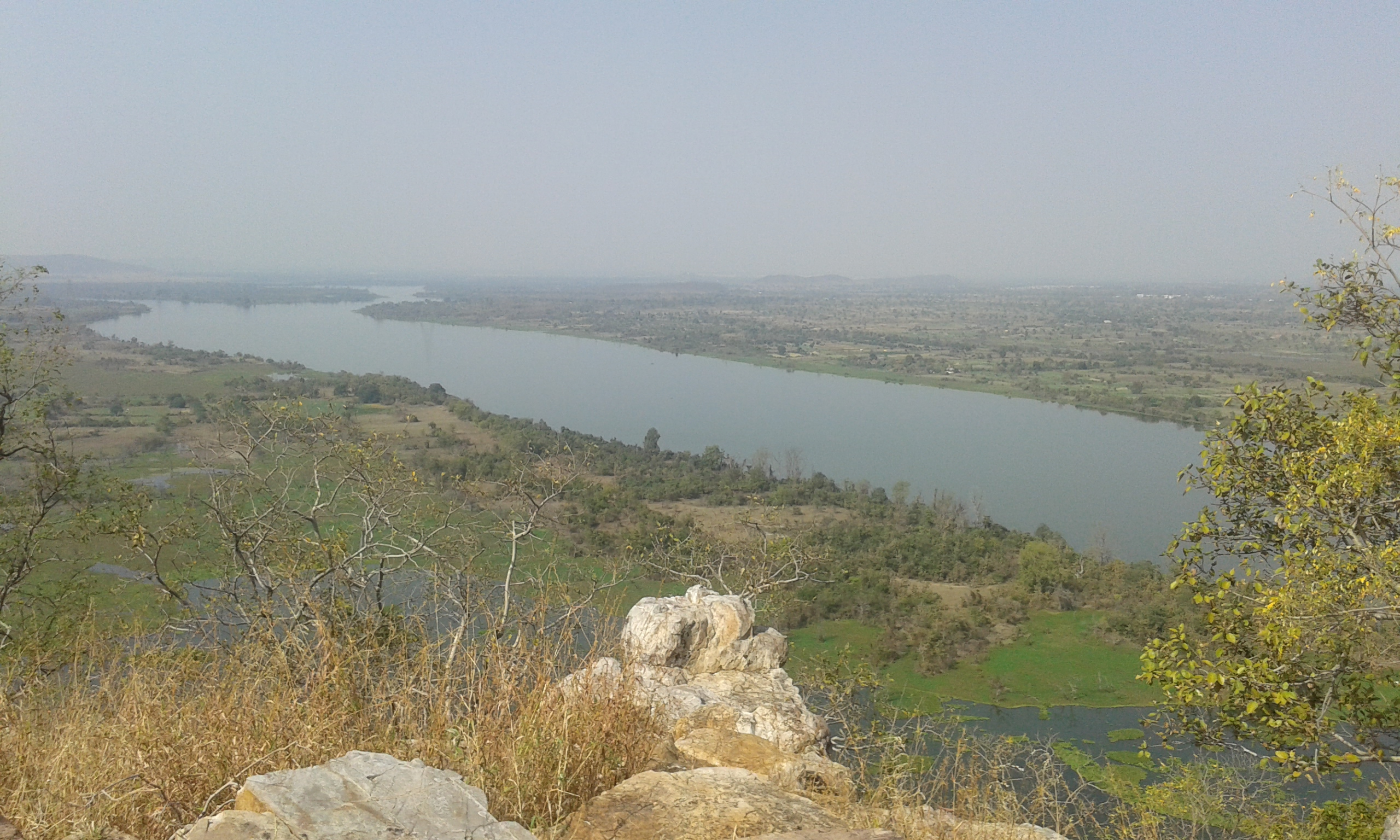
Río Wainganga cerca del distrito de Bhandara

Maharashtra con un área total de 307 713 km² —comparable a Italia o Polonia— es el tercer estado indio más grande por área en términos de superficie terrestre y constituye el 9,36% del área geográfica total de la India. El estado se encuentra entre 15°35′ N a 22°2′ N de latitud y 72°36′ E a 80°54′ E de longitud. Ocupa la parte occidental y central del país y tiene una costa que se extiende 840 km a lo largo del mar Arábigo.
Maharashtra limita con los estados de Goa y Karnataka, al sur; con Telangana, al sureste; con Guyarat, Dadra y Nagar Haveli y Madhya Pradesh, al norte: con Chhattisgarh, al este; y con el mar Arábigo, al oeste. 
La característica física dominante del estado es su carácter de meseta, que está separada de la costa de Konkan por la cordillera de los Ghats occidentales, que corre paralela a la costa de norte a sur. Los Ghats occidentales, también conocidos como la cordillera Sahyadri, tienen una elevación promedio de 1200 m; sus laderas descienden suavemente hacia el este y el sureste. Los Ghats occidentales constituyen una barrera física para el estado al oeste, mientras que las colinas Satpura al norte y las cordilleras Bhamragad-Chiroli-Gaikhuri al este sirven como sus fronteras naturales. La extensión de este estado de norte a sur es de 720 km y de este a oeste es de 800 km. Al oeste de estas colinas se encuentran las llanuras costeras de Konkan, de 50−80 km de ancho. Al este de los Ghats se encuentra la plana meseta del Decán. 
Los principales ríos del estado, que nacen en los Ghats occidentales, son: el Krishna —que se origina en Mahabaleswar y pasa por Sangli— y su principal afluente, Bhima —que nace al norte de Pune— y se unen en el estado de Karnataka para desembocar finalmente en la bahía de Bengala en Hamasaladevi (Andhra Pradesh); el sagrado Godavari —que nace en Trimbak, entre Nasik y Mumbai, y fluye hacia el este en Marathwada antes de desembocar en la bahía de Bengala en Andhra Pradesh—  y sus principales afluentes, Manjara, y Wardha-Wainganga, y el Tapi y su afluente Purna.
Maharashtra se divide en cinco regiones geográficas: 
- Konkan es la región costera occidental, entre los Ghats Occidentales y el mar.[38] En esta región está la capital Mumbai, además de ciudades como Thane, Ulhasnagar, y Bhiwandi..

- Khandesh es la región norte, situada en el valle del río Tapti-Purna.[37] Nashik, Malegaon Jalgaon, Dhule y  Bhusawal  son las principales ciudades de esta región.[39]

- Desh se encuentra en el centro del estado, al este de los Ghats Occidentales.[40] Desh es la base histórica del estado de Marathi, y Pune, la capital de los maratíes, es la segunda ciudad más grande del estado. Otras ciudades destacadas son Ahmednagar, Sholapur, Nasik, Sangli, y Kolhapur.
- Marathwada, que hasta 1956 era parte del antiguo estado principescode Hyderabad, se encuentra en la parte sureste del estado.[34][41] Aurangabad y Nanded son las principales ciudades de la región.[42] En esta región están las famosas cuevas esculpidas de Ajanta y Ellora.
- Vidarbha es la región más oriental del estado, que anteriormente formaba parte de las Provincias Centrales y Berar.[43] Nagpur es la ciudad principal en la región. Los ríos principales de la región son el Penganga y el Pranhita, tributarios del río Godavari.

El estado tiene una superficie de riego limitada, con una baja fertilidad natural de los suelos y grandes áreas propensas a sequías recurrentes. Debido a esto, la productividad agrícola de Maharashtra es generalmente baja en comparación con los promedios nacionales de diversos cultivos. Maharashtra se ha dividido en nueve zonas agroclimáticas según las precipitaciones anuales, los tipos de suelo, la vegetación y los patrones de cultivo.

### Clima

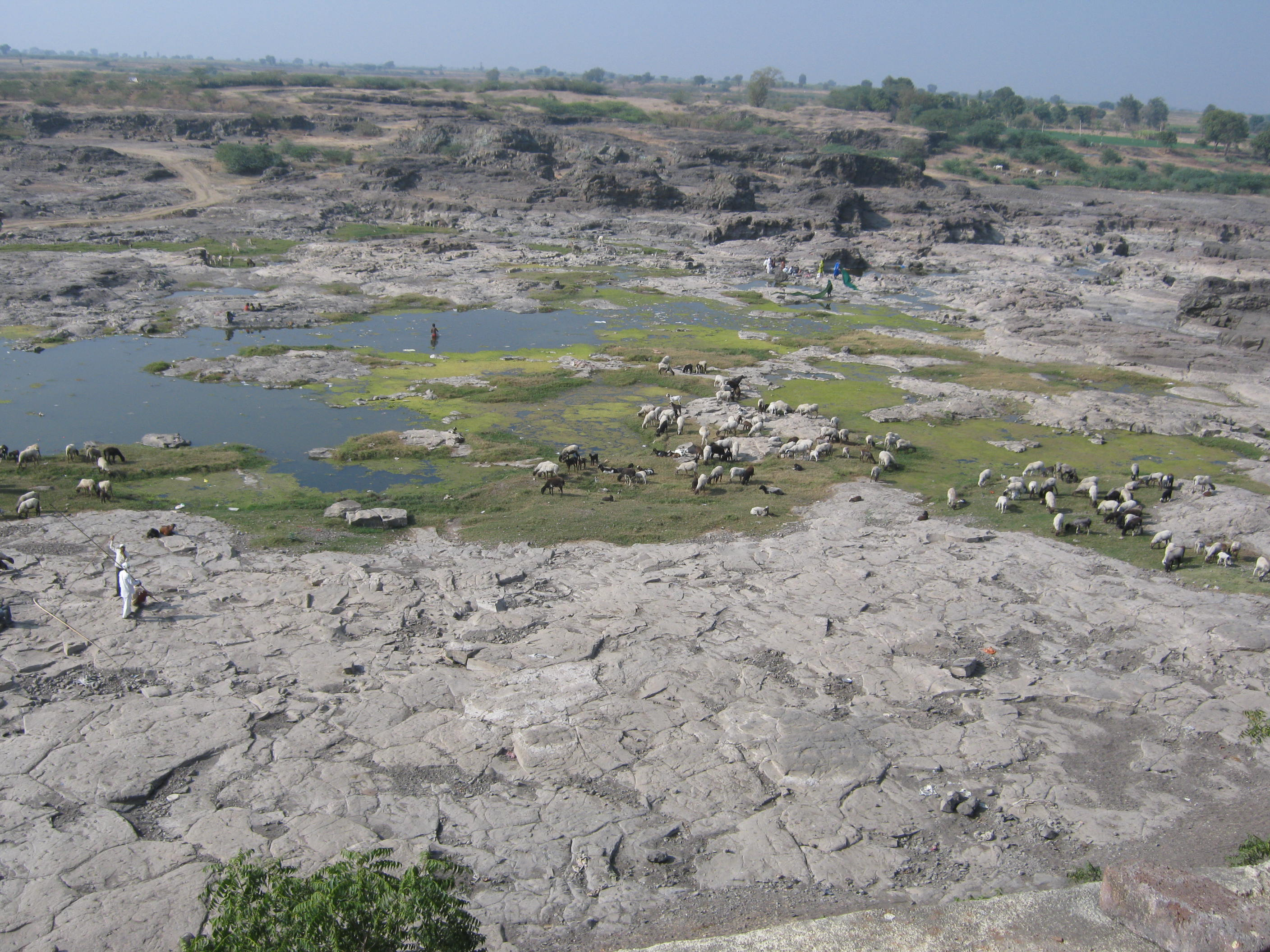
El río Godavari se secó en Puntamba, distrito de Ahmednagar, después de una mala temporada de monzones

Maharashtra experimenta un clima tropical húmedo y seco con estaciones cálidas, lluviosas y frías. Algunas zonas del interior experimentan un clima cálido semiárido debido al efecto de sombra pluvial causado por los Ghats Occidentales. El mes de marzo marca el comienzo del verano y la temperatura aumenta de forma constante hasta junio. En las llanuras centrales, las temperaturas estivales oscilan entre 40 y 45 °C. Mayo suele ser el mes más cálido del año y enero el más frío. El invierno dura hasta febrero, con temperaturas más bajas en diciembre y enero. En la meseta del Decán, situada al este de las montañas Sahyadri, el clima es más seco; sin embargo, suele haber rocío y granizo, dependiendo de la estación.
Los patrones de lluvia en el estado varían según la topografía de las diferentes regiones. El estado se puede dividir en cuatro regiones meteorológicas: la costera Konkan, Maharashtra occidental, Marathwada y Vidarbha. El monzón del suroeste suele llegar en la última semana de junio y dura hasta mediados de septiembre. Las lluvias premonzónicas comienzan hacia mediados de junio y, ocasionalmente, las lluvias posmonzónicas se producen en octubre. La precipitación media mensual más alta se da durante julio y agosto. En invierno, puede haber algunas precipitaciones asociadas con los vientos del oeste sobre la región. La zona costera de Konkan, al oeste de las montañas Sahyadri, recibe lluvias monzónicas muy intensas, con una media anual de más de 3000 mm. Sin embargo, a tan solo 150 km al este, en la zona de sombra de la cordillera, solo caen entre 500 y 700 mm al año, y los largos periodos secos que conducen a sequías son habituales. Muchos de los 99 distritos de la India identificados por la Comisión Central del Agua de la India como propensos a la sequía están en Maharashtra. La precipitación media anual en el estado es de 1181 mm y el 75 % se recibe durante el monzón del suroeste, de junio a septiembre. Sin embargo, debido a la influencia de la bahía de Bengala, el este de Vidarbha recibe abundantes precipitaciones en julio, agosto y septiembre. Los distritos de Thane, Raigad, Ratnagiri y Sindhudurg reciben lluvias intensas con un promedio de 2000−2500 mm, y las estaciones montañosas de Matheran y Mahabaleshwar superan los 5000 mm. Por el contrario, los distritos de sombra pluvial de Nashik, Pune, Ahmednagar, Dhule, Jalgaon, Satara, Sangli, Solapur y partes de Kolhapur reciben menos de 1000 mm al año. En invierno, se produce un período fresco y seco, con cielos despejados, brisas suaves y un clima agradable que prevalece de octubre a febrero, aunque la región oriental de Vidarbha recibe precipitaciones del monzón del noreste.

## Demografía
Según los resultados provisionales del censo nacional de 2011, Maharashtra era en ese momento el estado más rico y el segundo más poblado de la India, con 112 374 333 habitantes. Contribuyendo al 9,28 % de la población de la India, los hombres y las mujeres son 58 243 056 y 54 131 277, respectivamente. El crecimiento poblacional total en 2011 fue del 15,99 %, mientras que en la década anterior fue del 22,57 %. Desde la independencia, la tasa de crecimiento poblacional decenal se ha mantenido superior (excepto en 1971) a la media nacional. Sin embargo, en el año 2011, se encontró que era inferior al promedio nacional. El censo de 2011 para el estado mostró que el 55% de la población era rural y el 45% urbana. Aunque India no ha realizado un censo por castas desde la Independencia, basándose en el censo de la era británica de 1931, se estima que los marathas y los marathas-kunbi forman numéricamente el grupo de castas más grande con alrededor del 32% de la población. Maharashtra tiene una gran población de Otras Clases Atrasadas (Other Backward Class) que constituye el 41% de la población. Las tribus registradas incluyen a los adivasis, como los Thakar, Warli, Konkana y Halba. El censo de 2011 reveló que las castas registradas y tribus registradas representaban el 11,8% y el 8,9% de la población, respectivamente. El estado también incluye un número considerable de migrantes de otros estados de la India. Uttar Pradesh, Guyarat y Karnataka concentran el mayor porcentaje de migrantes en el área metropolitana de Mumbai.
El censo de 2011 informó que la proporción de sexos era de 929 mujeres por cada 1000 hombres, inferior a la media nacional de 943. La densidad de Maharashtra era de 365 hab./km², inferior a la media nacional de 382 hab./km². Desde 1921, las poblaciones de Ratnagiri y Sindhudurg se redujeron un 4,96 % y un 2,30 %, respectivamente, mientras que la de Thane creció un 35,9 %, seguida de la de Pune con un 30,3 %. La tasa de alfabetización es del 83,2 %, superior a la nacional, que es del 74,04 %. De esta cifra, la alfabetización masculina alcanzó el 89,82 % y la femenina, el 75,48 %.

### Religión
Según el censo de 2011, el hinduismo era la religión principal del estado, con un 79,8% de la población total, seguida por el Islam, con el 11,5% de la población. Maharashtra tiene el mayor número de seguidores del budismo en la India, con un 5,8% de la población total de Maharashtra, con 6 531 200 seguidores. Los budistas maratíes representan el 77,36% de todos los budistas en la India. Los sijs, cristianos y jainistas constituían el 0,2%, el 1% y el 1,2% de la población de Maharashtra, respectivamente.
Maharashtra, y en particular la ciudad de Bombay, alberga dos pequeñas comunidades religiosas de unos 5000 judíos, principalmente pertenecientes a las comunidades Bene Israel y judía bagdadí. Los parsis son la otra comunidad que sigue el zoroastrismo. El censo de 2011 registró alrededor de 44.000 parsis en Maharashtra.

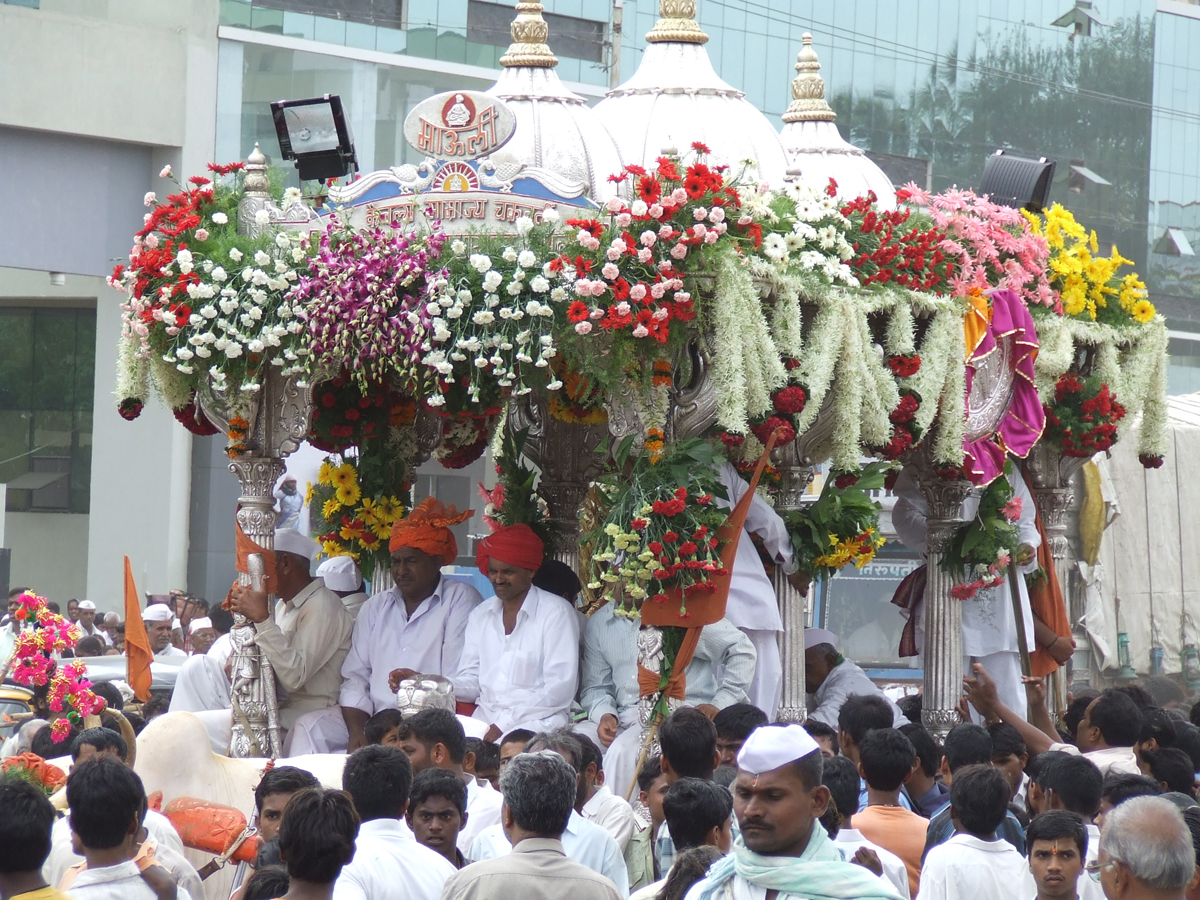
Palkhi del santo varkari Dnyaneshwar (palanquín)
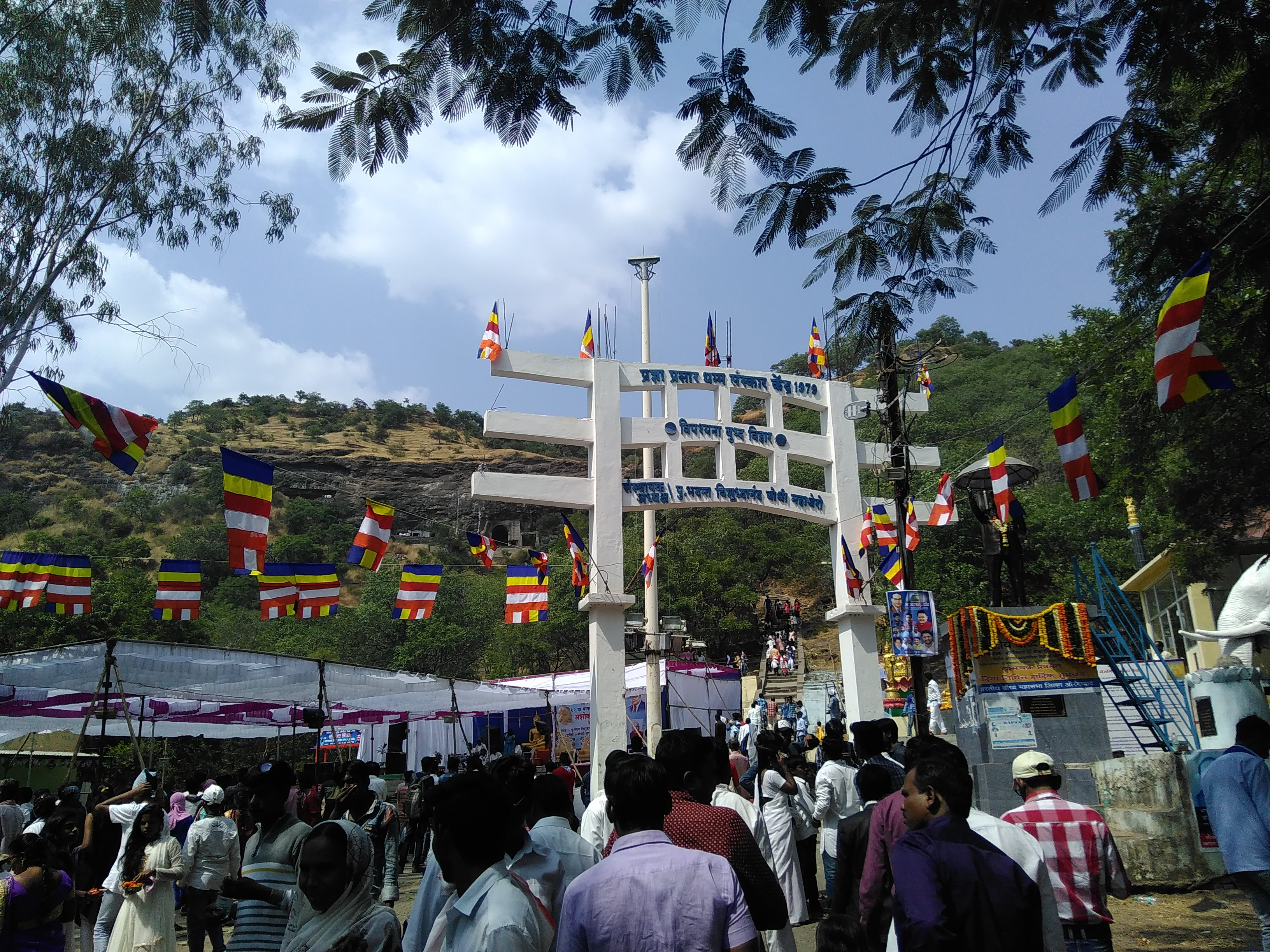
Celebración del Dhammachakra Pravartan Din en Aurangabad
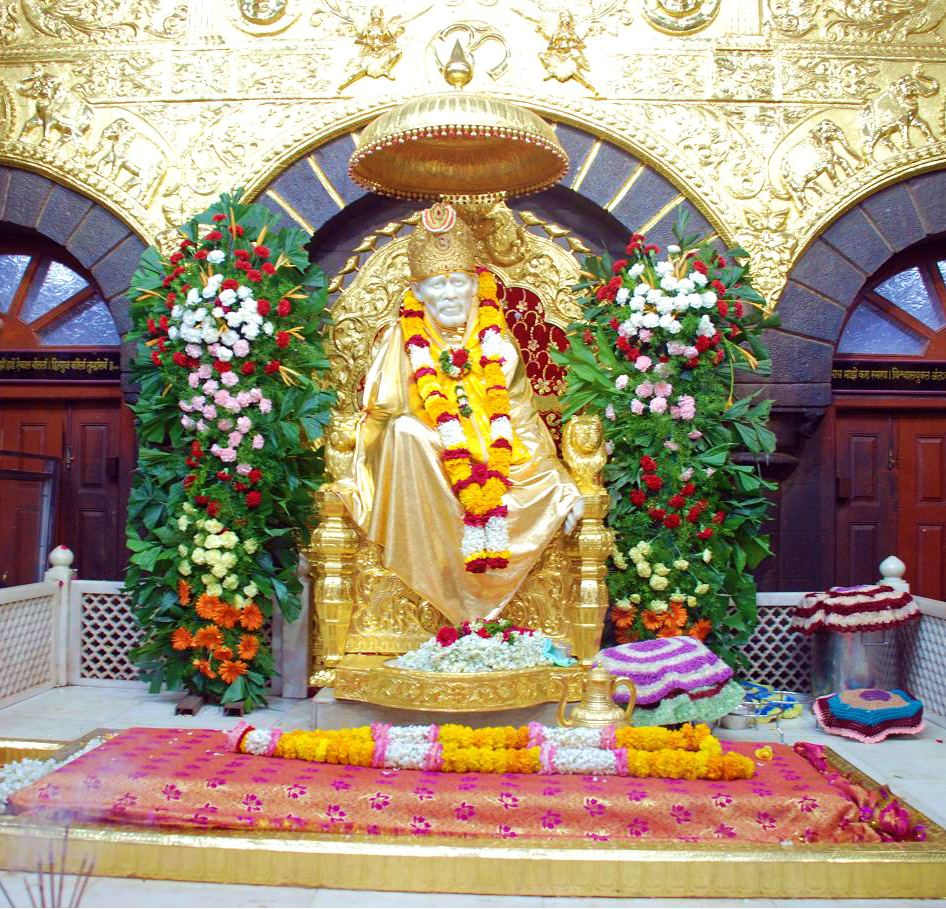
Sai baba de Shirdi
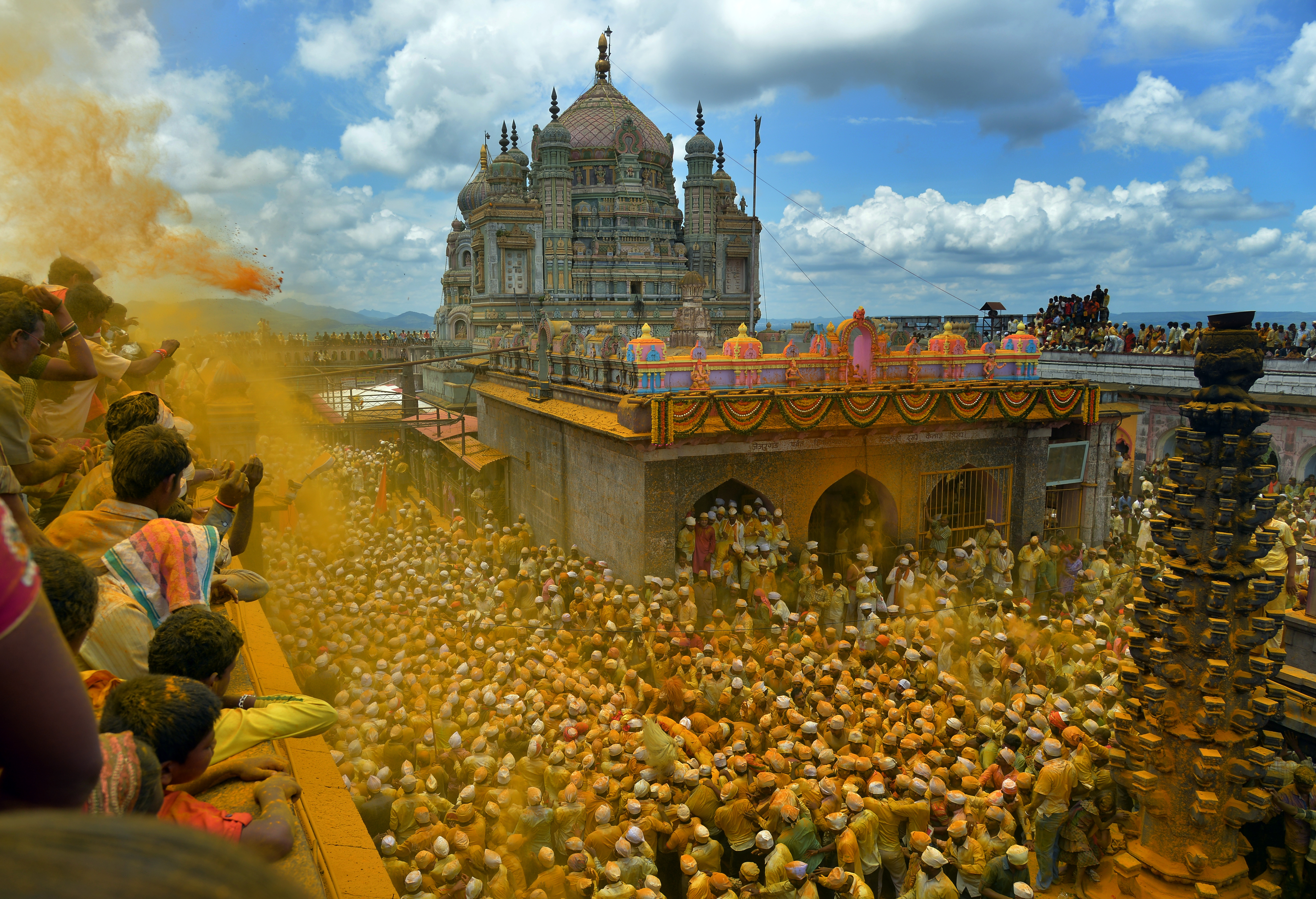
Templo Khandoba de Jejuri, Pune

### Lenguas

Lenguas habladas por distrito
Maratís
30-40%
40-50%
50-60%
60-70%
70-80%
80-90%
90-100%
Lenguas Bhil
40-50%

El maratí es el idioma oficial, aunque cada región tiene sus propios dialectos.. La mayoría de la población habla lenguas regionales clasificadas como dialectos del maratí en el censo. El powari, el lodhi y el varhadi se hablan en la región de Vidarbha; el dangi se habla cerca de la frontera entre Maharashtra y Guyarat; las lenguas bhil se hablan en todo el noroeste del estado; y el khandeshi (conocido localmente como ahirani) se habla en la región de Khandesh. En las regiones de Desh y Marathwada, el urdu decani se habla ampliamente, aunque los hablantes de decani suelen ser bilingües en maratí.
El konkani, y su dialecto malvani, se habla a lo largo de la costa sur de Konkan. El telugu y el kannada se hablan en las zonas fronterizas de Telangana y Karnataka, respectivamente. En la confluencia de Madhya Pradesh, Maharashtra y Chhattisgarh se hablan diversos dialectos del hindi, como el lodhi y el powari. El lambadi se habla en una amplia zona del este de Marathwada y el oeste de Vidarbha. El gondi es hablado por minorías cada vez más pequeñas en Vidarbha, pero se concentra principalmente en los bosques de Gadchiroli y la frontera con Telangana.[cita requerida]
El maratí es la lengua materna de la mayoría o pluralidad de la población en todos los distritos de Maharashtra, excepto Nandurbar, donde el 45% de la población habla bhili. El mayor porcentaje de hablantes de khandeshi se encuentra en el distrito de Dhule (29%) y el mayor porcentaje de hablantes de gondi se encuentra en el distrito de Gadchiroli (24%).
Los mayores porcentajes de hablantes nativos de hindi se encuentran en las zonas urbanas, especialmente en Bombay y sus alrededores, donde es la lengua materna de más de una cuarta parte de la población. Pune y Nagpur también son lugares con gran afluencia de hablantes de hindi. El gujarati y el urdu también son idiomas importantes en Mumbai; ambos son hablados por aproximadamente el 10% de la población. El urdu y su dialecto, el decani, son hablados por la población musulmana del estado.
El área metropolitana de Bombai alberga a inmigrantes de toda la India. En Bombai se habla una amplia gama de idiomas, como el telugu, el tamil, el konkani, el canarés]], el sindhi, el panyabí, el bengalí, el tulu y muchos más.

## Organización territorial
El territorio del estado se divide administrativamente en seis regiones o divisiones, que a su vez están subdivididas en un total de 35 distritos.
|  | —          | Divisiones                                                           | Distritos                                                      |
|  | ---------- | -------------------------------------------------------------------- | -------------------------------------------------------------- |
|  |            | Konkan                                                               | Mumbai, Mumbai suburbano, Thane, Raigad, Ratnagiri, Sindhudurg |
|  | Pune       | Pune, Satara, Sangli, Solapur, Kolhapur                              |                                                                |
|  | Nashik     | Nashik, Dhule, Jalgaon, Ahmednagar, Nandurbar                        |                                                                |
|  | Aurangabad | Aurangabad, Jalna, Latur, Nanded, Osmanabad, Parbhani, Hingoli, Beed |                                                                |
|  | Amravati   | Amravati, Akola, Washim, Buldana, Yavatmal                           |                                                                |
|  | Nagpur     | Nagpur, Chandrapur, Wardha, Bhandara, Gondia, Gadchiroli             |                                                                |

## Áreas protegidas
En 2017, existían 537 santuarios de vida salvaje en la India, de ellos 41 en Maharashtra. En Maharashtra se han creado santuarios de vida silvestre, parques nacionales y reservas del Proyecto Tigre con el objetivo de conservar la rica biodiversidad de la región. En 2017, la India contaba con 103 parques nacionales, seis de ellos ubicados en Maharashtra. También existen 50 reservas de tigres en la India y seis áreas del Proyecto Tigre en Maharashtra, a saber, Tadoba-Andhari, Melghat, Nagazira, Sahyadri, Bor y Pench. Gran parte de los bosques y la fauna de Maharashtra se encuentran a lo largo de los Ghats occidentales, es decir, en Maharashtra occidental y Vidarbha oriental. 
- Santuario de vida silvestre Bhimashankar. Situado en los Ghats occidentales, es famoso por la ardilla gigante de Malabar. El santuario se encuentra en los distritos de Thane, Raigad y Pune de Maharashtra.
- Santuario de Vida Silvestre Bor se encuentra en el distrito de Wardha, en Vidarbha Oriental. Debido a la gran cantidad de tigres y otros animales salvajes, el Santuario de Vida Silvestre Bor fue declarado Zona Especial para Tigres por el Gobierno de Maharashtra en 2012.
- Parque Nacional Chandoli, ubicado en el distrito de Sangli, cuenta con una gran variedad de flora y fauna. El Fuerte Prachitgad, la presa Chandoli y sus pintorescas cascadas se encuentran en los alrededores del parque.
- Parque nacional Gugamal, también conocido como la Reserva de tigres Melghat, está localizado en el distrito deón Vidarbha en el distrito de Amravati, a 80 km de Amravati.
- Santuario Maldhok, situado en el distrito de Solapur, se encuentra parcialmente en el distrito de Ahmednagar. El santuario protege a la gran avutarda india.
- Parque nacional de Navegaon, localizado cerca de Nagpur en la región del este de Vidarbha, alberga muchas especies de aves, ciervos, osos y leopardos.
- Santuario de vida silvestre de Nagzira se encuentra en la cordillera Tirora de la División Forestal de Bhandara, en el distrito de Gondia, región de Vidarbha. El santuario consiste en una cadena de colinas con pequeños lagos dentro de sus límites. Estos lagos garantizan una fuente de agua para la vida silvestre durante todo el año y realzan la belleza del paisaje.
- Parque nacional Pench, en el distrito Nagpur en Vidarbha, se extiende también en Madhya Pradesh. Ahora ha sido mejorado para un proyecto de conservación de tigres.
- Santuario de Vida Silvestre de Sagareshwar, un santuario de vida silvestre artificial situado a 30 km de Sangli, es un lugar de interés, con antiguos templos del dios Shiva y el templo jainista de Parshwanath.

- Parque nacional Sanjay Gandhi, también conocido como el Parque Nacional Borivali, está localizado en Mumbai y es el parque nacional más grande dentro de los límites de una ciudad en el mundo.
- Proyecto de Tigres Tadoba Andhari, una importante reserva de tigres que se encuentra a 40 km  Chandrapur , en Vidarbha,.

- Santuario de Vida Silvestre de Tansa, que se encuentra en el distrito de Thane, a orillas de los ríos Tansa y Vaitarna. Las principales presas de suministro de agua, Tansa, Modaksagar y la parte baja de Vaitarna, se encuentran en el santuario. La fauna incluye leopardos, ciervos ladradores, hienas, ardillas voladoras y jabalíes. El santuario cuenta con cuatro zonas forestales: Tansa, Vaitarna, Khardi y Parli. La sede de la división de vida silvestre se encuentra en Thane.

- Santuario de Flamencos de arroyo Thane incluye 896 ha de manglares a lo largo del lado oeste del arroyo (en las áreas de Mulund, Vikhroli, Bhandup, Kanjurmarg y Mandala), además de 795 ha de arroyo parcialmente expuesto durante la marea baja. Esta es el área que miles de flamencos utilizan para descansar durante la marea alta. El Departamento Forestal del Gobierno de Maharashtra declaró un área de 1691 hectáreas como Santuario de Flamencos de Thane Creek el 6 de agosto de 2015. El santuario se declaró especialmente para proteger el hábitat de los miles de flamencos que visitan el arroyo.[74]

Además de estos, Maharashtra cuenta con 35 santuarios de vida silvestre repartidos por todo el estado, que se enumeran aquí. El Santuario de Vida Silvestre de Phansad y el Santuario de Vida Silvestre de Koyna son los más importantes. 
Además de los mencionados, Matheran, una estación de montaña cerca de Bombay, ha sido declarada Zona ecosensible (área protegida) por el Gobierno de la India.

## Agricultura
Cada año se contratan unos 1,4 millones de temporeros para cortar la caña de azúcar en Maharashtra. Según una red de ONG de derechos de la mujer: "Las cortadoras de caña viven en condiciones miserables, sin agua potable ni saneamiento en sus refugios improvisados. [...] las mujeres son especialmente vulnerables: sus cuerpos no sólo son explotados, sino también controlados. Se ha producido un aumento del número de histerectomías realizadas a las mujeres cortadoras de caña y un pico justo antes del comienzo de la cosecha." Así, según dos encuestas, al 36% de las trabajadoras se les extirpó el útero. El objetivo que perseguían los empresarios azucareros era obtener una mayor productividad de sus empleadas, que podían trabajar sin interrupción.
Entre 2015 y 2018, más de 12.000 agricultores se suicidaron en Maharashtra, en su mayoría debido a las deudas.